# Сербський динар
Сербський динар (серб. српски динар, код: RSD) — офіційна валюта Сербії. Сота частина динара — пара (para). Центральний банк — Народний банк Сербії.

## Історія
Назва «динар» походить від слова «денарій» — римської срібної монети. Перше використання динарів відносять до 1214 року. Таку ж назву у 1868—1918 роках мала валюта Сербського князівства, а згодом Королівства. Теперішній сербський динар уведено на зміну югославському динару.

## Монети

### Перші сучасні динари

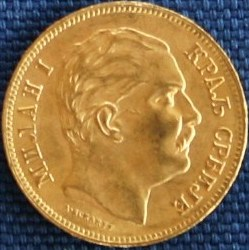
Золота монета номіналом 20 динарів з профілем Мілана I (1882)

1868 року введо бронзові монети вартістю в 1, 5 та 10 пар. На зворотному боці було зображено принца Михайла Обреновича III. Срібні монети допущено до обігу у 1875, вони мали номінал в 50 пар та 1 і 2 динари. 1879 введено і монету в 5 динарів. Перші золоті монети на 20 динарів випущено 1879 року, а на 10 динарів у 1882 році. Їх було приурочено до коронації Милана I, за що дістали в народі назву миландор (від французького Milan d'Or (золотий Милан). У 1883 році введено купро-нікелеві монети в 5, 10, 20 пар, а 1904 бронзові в 2 пари.

### Другі сучасні динари
1942 року з'являються цинкові монети номіналом 50 пар, 1 та 2 динари, і вже 1943 в 10 динарів.

### Треті сучасні динари
Теперішні обігові монети це 1, 2, 5, 10, 20 динарів. Усі монети мають однаковий напис обома сербськими абетками, латинкою та кирилицею.

## Банкноти

### Перші сучасні динари
1878 року введено перші державні бони на 1, 5, 10, 50 і 100 динарів.

### Другі сучасні динари
У травні 1941 Сербський національний банк випустив купюри в 10, 20, 50, 100, 500 і 1000 динарів. Бони на 100 та 1000 були передруковані, натомість 10 динарів мали дизайн ранньої югославської купюри. Нові бони друкувалися протягом 1942 та 1943 років, жодних нових номіналів випущено не було.

### Треті сучасні динари
2003 року Сербський національний банк випустив теперішні купюри в 100, 1000 та 5000 динарів. Їх доповнили випущені 500-динарні купюри 2004 року, 50-динарні 2005 та 10- і 20-динарні у 2006 році.
| Передній бік | Задній бік | Вартість     | Опис |
| ------------ | ---------- | ------------ | --- |
|              |            | 10 динарів   | Портрет Вука Степановича Караджича; члени Першого слов'янського конгресу 1848 року у Празі. Банкнота випущена в обіг 2000 року в темно-жовтому забарвленні. Була замінено дещо світлішим дизайном у випуску 2006 року.                                                                    |
|              |            | 20 динарів   | Портрет Петра II Петровича Нєгоша; на випуску 2006 року замість статуї з мавзолею на горі Ловчен, що фігурувала на випуску 2000 року, зображено самого Петра Нєгоша. |
|              |            | 50 динарів   | Портрет Степана Стояновича Мокраняця; постать Степана Мокраняця, мотиви з Мирославського євангелія. Уперше випущена бона в 2000 році у переважно світло-бузковому кольору, з пурпуровими й жовтими відтінками. Вигляд дещо змінено 2005 року.                                             |
|              |            | 100 динарів  | Портрет Ніколи Тесли; частина теслівського електро-магнетного індуктивного двигуна. Банкнота вперше випущена 2000 року в переважно блакитному кольорі, з салатними й жовтуватими відтінками. Дещо змінено дизайн на випусках 2003, 2004 і 2006 років.                                     |
|              |            | 200 динарів  | Портрет Надії Петрович; обриси Грачаницького манастиря. Банкнота вперше випущена 2000 року в переважно блакитному кольорі. Дещо змінено дизайн на випуску 2005 року. |
|              |            | 500 динарів  | Портрет Івана Цвиїча; стилізовний народній орнамент. Банкнота вперше випущена 2000 року в переважно салатовому кольорі, із зеленуватими та жовтуватими відтінками. Дещо змінено вигляд (із гербом Сербії замість емблеми Національного банку) на випуску 2007 років.                      |
|              |            | 1000 динарів | Портрет Джордже Вайферта, обриси вайфертівської броварні, голограма святого Юрія, що вбиває змія; деталі інтер'єру головної будівлі Національного банку Сербії. Банкнота вперше випущена 2000 року в переважно блакитному кольорі Дещо змінено дизайн на випусках 2003 і 2006 років.      |
|              |            | 2000 динарів | Портрет Мілутіна Міланковича, його роботи; карта меж снігового покриву Землі в Четвертинний період за розрахунками Міланковича, ілюстрація сонячного диску та інших його робіт. Банкнота вперше випущена 2000 року в переважно жовтому кольорі. Дещо змінено дизайн на випуску 2011 року. |
|              |            | 5000 динарів | Портрет Слободана Йовановича та фігура з будівлі Сербської академії наук і мистецтв; обриси Сербського Парламенту. Банкнота вперше випущена 2002 року в переважно зеленому кольорі, з філетовими та салатовими відтінками. Дещо змінено дизайн на випуску 2003 року.                      |